# Euxoa aphe
Euxoa aphe är en fjärilsart som beskrevs av Paul Mabille 1885. Euxoa aphe ingår i släktet Euxoa och familjen nattflyn. Inga underarter finns listade i Catalogue of Life.